# Hóa Đức
Hoá Đức (giản thể: 化德县; phồn thể: 化德縣; bính âm: Huàdé Xiàn) là một huyện của địa cấp thị Ulanqab (Ô Lan Sát Bố), khu tự trị Nội Mông Cổ, Trung Quốc. Huyện có ranh giới với tỉnh Hà Bắc ở phía đông nam, minh Xilin Gol ở phía đông bắc.

### Trấn
- Trường Thuận (长顺镇)
- Thất Hiệu (七号镇)
- Triều Dương (朝阳镇)

### Hương
- Đức Bao Đồ (德包图乡)
- Công Lạp Hồ Động (公腊胡洞乡)